# Antonio de Salamanca

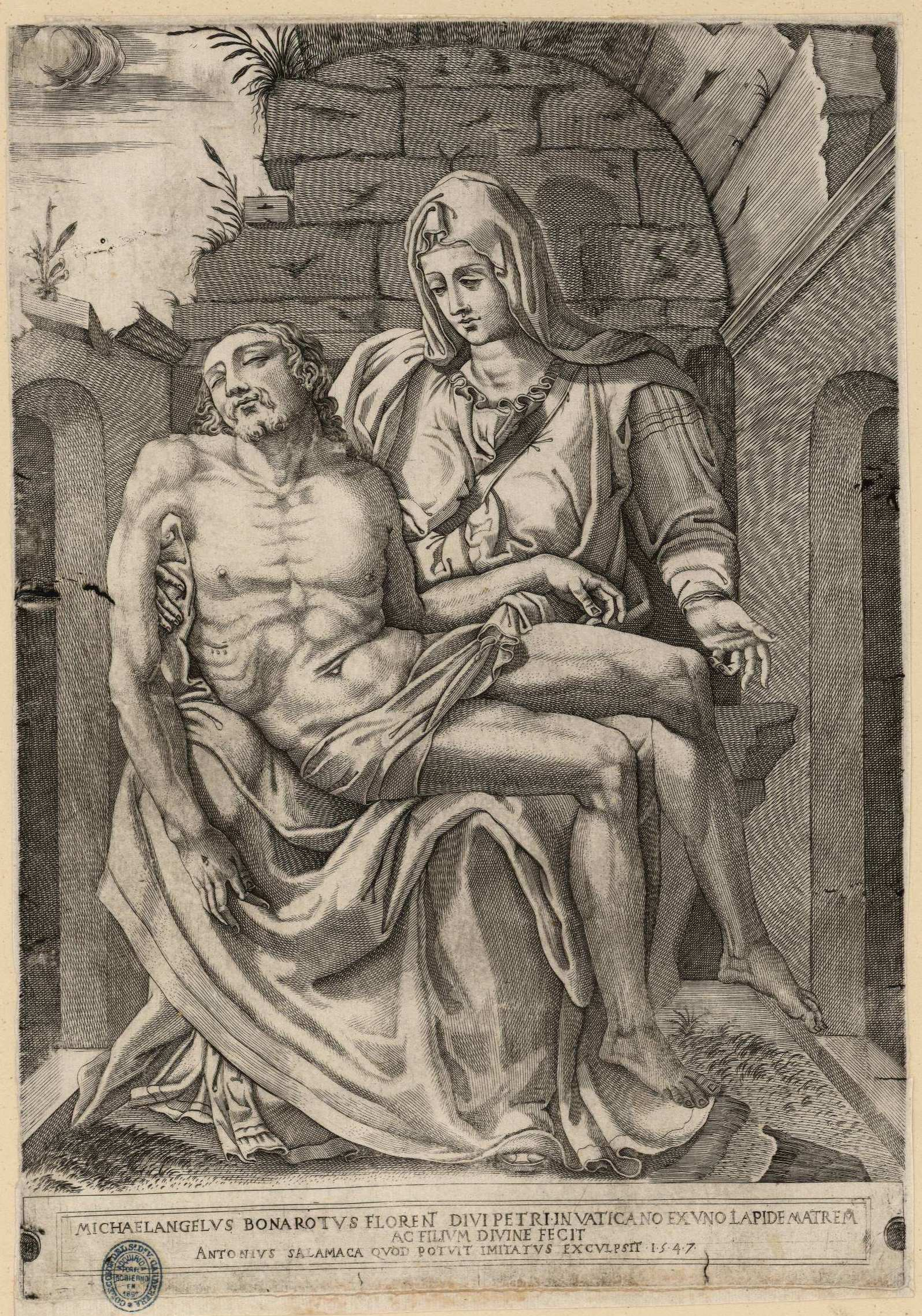
Reproducción de la Piedad del Vaticano de Miguel Ángel en un paisaje. Inscripción: «michelangelvs bonarotvs florent divi petri in vaticano ex vno lapide matrem ac filivm divine fecit / antonivis salamanca qvod potvit imitatvs excvlpsit 1547». Biblioteca Nacional de España.

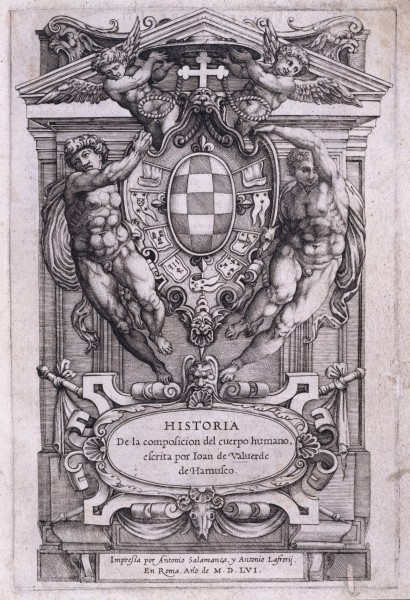
Portada de la Historia de la composición del cuerpo humano escrita por Ioan de Valverde de Hamusco /Impressa por Antonio Salamanca, y Antonio Lafrerii, Roma, 1556.

Antonio Salamanca o Martínez de Salamanca (Salamanca, 1479-Roma, 1562) fue un editor, tipógrafo y librero español establecido en Roma.

## Biografía
Tenido en el pasado por natural de Milán, existe constancia, al contrario, del origen salmantino por la inscripción sepulcral que se encontraba hasta el siglo XVIII sobre la lápida de su tumba en la iglesia de San Lorenzo in Damaso de Roma. 
Consta que en 1517 tenía librería abierta en el Campo dei Fiori, al aparecer citado en el padrón de ese año como maestro librero, pero su llegada a la Ciudad Eterna debió de tener lugar algunos años antes, pues podría haber contraído matrimonio con una dama romana hacia 1510. Prueba del éxito económico de su casa editorial se obtiene del censo clementino de 1526-1527, donde se indica que en su taller vivían nueve personas a su cargo. En 1546 ingresó en la Academia de los Virtuosos del Panteón, en la que se agrupaban los pintores romanos.
Como editor le cupo un papel destacado en la difusión de las obras literarias españolas en Italia, labor iniciada con la impresión a su costa del Amadís de Gaula en 1519, seguida de las ediciones de La Celestina (1520), Las sergas del muy virtuoso caballero Esplandián (1525), el Libro áureo de Marco Aurelio emperador y eloquentíssimo orador de fray Antonio de Guevara (1531)  y las Obras de Boscán y algunas de Garcilaso de la Vega en su edición romana de 1547, impresas todas ellas en castellano.  
Su actividad editorial, con todo, se dirigió primordialmente a la publicación de estampas y libros ilustrados, en algún caso en compañía de otros editores y libreros como ocurre con la publicación de la Historia de la composición del cuerpo humano de Juan Valverde de Amusco, ricamente ilustrada con grabados de Nicolas Béatrizet, para la que se asoció con el editor de origen francés Antonio Lafreri. En 1532, cuando pudo hacerse con los dibujos, material calcográfico y bocetos que habían pertenecido a Marcantonio Raimondi, entre ellos muchos dibujos de Rafael, editó la primera de sus colecciones de estampas, formada por 32 grabados en cobre de asunto mitológico. La asociación con Lafreri, continuada a su muerte por su hijo Francesco, determinó una dedicación mayor a la edición de estampas de vistas de Roma y de los hallazgos arqueológicos que contemporáneamente estaban teniendo lugar, además de mapas y vistas topográficas, muchas de ellas recogidas luego en el Speculum Romanae Magnificentiae de Lafreri.
Es posible que él mismo fuese hábil dibujante y que se encargase personalmente de grabar alguna de las láminas que editaba, como se desprende de la inscripción «Antonius Salamanca quod potuit imitatus exculpsit 1546», al pie de una estampa que reproduce la Piedad del Vaticano de Miguel Ángel, firmada con las iniciales NB de Nicolas Béatrizet.